# جیمز فری
جیمز فری (انگلیسی: James Frey؛ زادهٔ ۱۲ سپتامبر ۱۹۶۹) یک نویسنده اهل ایالات متحده آمریکا است. مشهورترین اثر وی کتابی است با عنوان یک میلیون قطعه کوچک